# Демирчизаде, Абдулазал Мамед оглы
Абдулазал Мамед оглы Демирчизаде (азерб. Əbdüləzəl Məmməd oğlu Dəmirçizadə; 8 июля 1909, Нуха — 1979, Баку) — азербайджанский советский учёный-языковед, член-корреспондент Академии наук Азербайджанской ССР, доктор филологических наук, профессор. Вёл научные исследования в области истории азербайджанского языка. Являлся видным, по словам тюрколога Н. Г. Наджафова, представителем азербайджанской советской тюркологии. Заслуженный деятель науки Азербайджанской ССР, лауреат Государственной премии Азербайджанской ССР.

## Биография
Абдулазал Мамед оглы Демирчизаде родился 8 июля 1909 года в городе Нуха (ныне — Шеки) в семье кузнеца. Среднее образование получил в родном городе, с 1917—1922 гг. учился в школе «Хадикатул-маариф». В 1925 году Демирчизаде окончил Нухинскую учительскую семинарию. После семинарии преподавал в городе Нуха. Наряду с этим издавал статьи, рассказы и очерки в сборнике «Новая школа».
В 1929 году Демирчизаде приехал в Баку и поступил на педагогический факультет Азербайджанского государственного университета (ныне — Бакинский государственный университет). Ему преподавали такие учёные как Бекир Чобанзаде, Абдуррагим-бек Ахвердов, Юсиф Везир Чеменземинли, Абдулла Шаиг. После окончания университета Демирчизаде вернулся в Нуху и продолжил заниматься преподавательской деятельностью.
В 1933 году Абдулазал Демирчизаде вернулся в Баку и поступил на аспирантуру Азербайджанского государственного педагогического института имени В. И. Ленина. В 1936 году была опубликована первая работа Демирчизаде под названием «Тюркский язык». В 1938 году Демирчизаде опубликовал книгу «Очерки по истории азербайджанского литературного языка».
В 1940 году Абдулазалу Демирчизаде была присуждена учёная степень кандидата филологических наук, а в 1944 году за капитальный труд «История азербайджанского языка» — учёная степень доктора филологических наук. Данная работа Демирчизаде была отмечена советскими учёными академиками Иваном Мещаниновым, Василием Струве и др.. Через год Демирчизаде было присвоено учёное звание профессора.
С 1939 года Абдулазал Демирчизаде вёл научно-исследовательскую работу в Академии наук Азербайджанской ССР, а в 1955 году избирается членом-корреспондентом академии. Многие годы Демирчизаде занимался изучением орфоэпии азербайджанского языка. Такие работы Демирчизаде, как «История азербайджанского литературного языка» (1938), «История азербайджанского языка» (1947), «Пути развития азербайджанского литературного языка» (1958), «История азербайджанского литературного языка» (1967), «Историческая грамматика азербайджанского языка» (1967), «Исследования по азербайджанскому языку» (1947) (раздел фонетики), «Грамматика азербайджанского языка» (1951) (раздел фонетики), «Фонетика современного азербайджанского языка» (1960), «Основы орфоэпии азербайджанского языка» (1969), «Стилистика азербайджанского языка» (1962), «Язык дастанов „Китаби Деде-Коркуд“» (1960), «50 слов» (1963) и другие сыграли значительную роль в формировании азербайджанского языкознания, особенно в изучении истории азербайджанского языка, его фонетики, орфоэпии, стилистики, этимологии, явились ценным вкладом в советскую тюркологию.
Демирчизаде вёл также педагогическую работу, подготовив докторов и кандидатов наук. Им подготовлены более 50 кандидатов наук. Абдулазал Демирчизаде является автором многих работ по вопросам преподавания азербайджанского языка, в том числе учебников «Тюркский язык» (1936), «Грамматика» (1938), «Азербайджанский язык» (1941) (для школы глухонемых детей), «Азербайджанский язык» (1947), а также программ таких курсов, как «Современный азербайджанский язык», «История азербайджанского литературного языка», «История грамматики азербайджанского языка» для высших школ и десятков научно-методических статей.
Демирчизаде возглавлял кафедру азербайджанского языка при Азербайджанском педагогическом институте им. В. И. Ленина. Скончался Абдулазал Демирчизаде в 1979 году. Похоронен на II Аллее почётного захоронения в Баку.

## Память
Именем Абдулазала Демирчизаде названа улица в городе Баку.
На стене дома в Баку, в котором проживал Демирчизаде, установлена мемориальная доска.

Могила Демирчизаде на II Аллее почётного захоронения в Баку
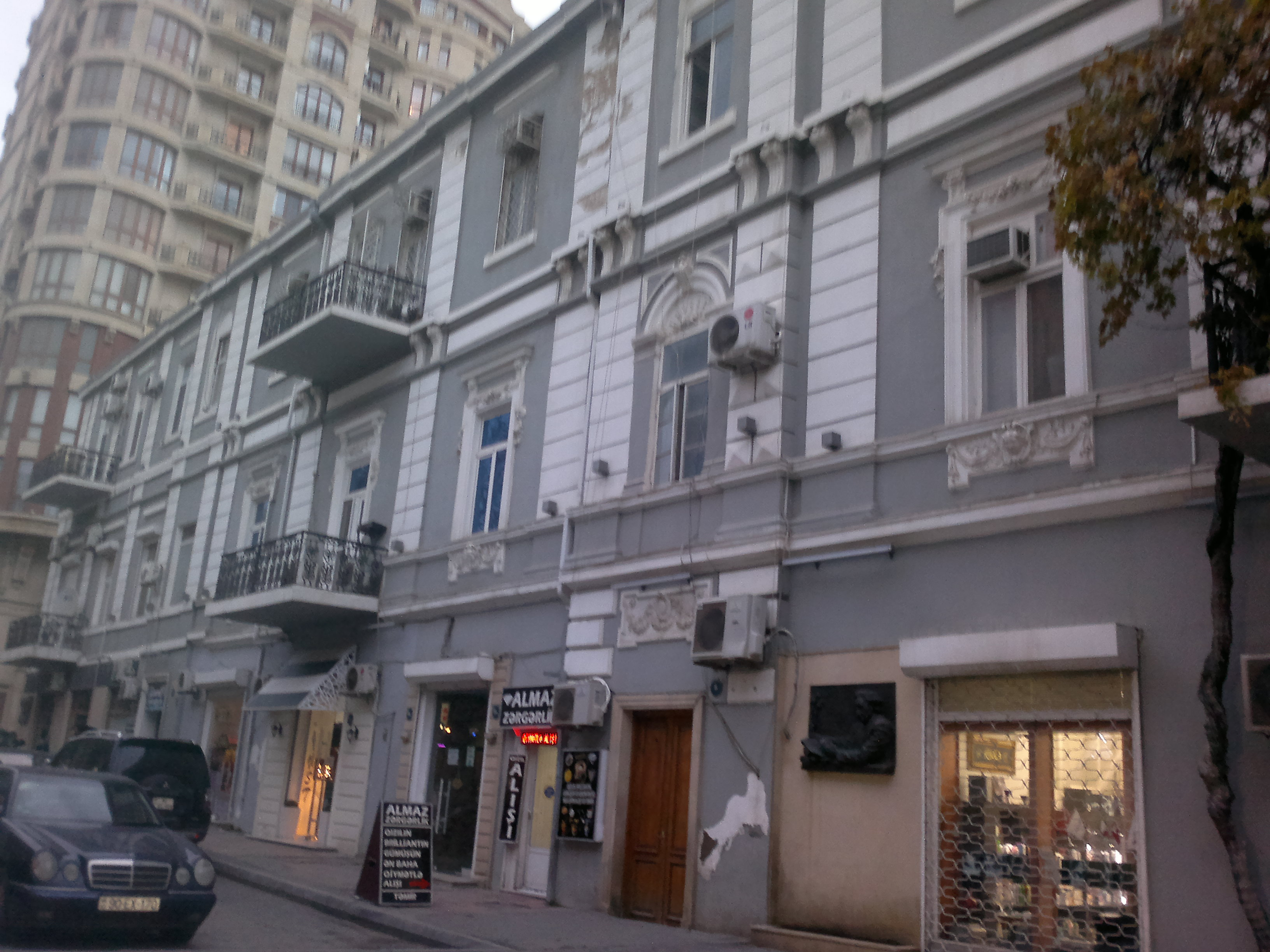
Дом в Баку, в котором проживал Демирчизаде
Мемориальная доска на стене дома, в котором проживал Демирчизаде